# Dorylomorpha translucens
Dorylomorpha translucens är en tvåvingeart som först beskrevs av de Meijere 1914.  Dorylomorpha translucens ingår i släktet Dorylomorpha och familjen ögonflugor. Inga underarter finns listade i Catalogue of Life.